# Froidchapelle
Froidchapelle (valonă Fritchapelle) este o comună francofonă din regiunea Valonia din Belgia. Comuna Froidchapelle este formată din localitățile Froidchapelle, Boussu-lez-Walcourt, Erpion, Fourbechies și Vergnies. Suprafața sa totală este de 86,03 km². La 1 ianuarie 2008 avea o populație totală de 3.599 locuitori. 
Comuna Froidchapelle se învecinează cu comunele Beaumont, Chimay, Thuin, Cerfontaine, Couvin și Walcourt.